# Glådran
Glådran är en sjö i Gnesta kommun i Södermanland och ingår i Trosaåns huvudavrinningsområde.